# Köhntoptal
Das Naturschutzgebiet Köhntoptal liegt auf dem Gebiet der amtsfreien Gemeinde Uckerland im Landkreis Uckermark in Brandenburg.
Das Gebiet mit der Kenn-Nummer 1017 wurde mit Verordnung vom 4. September 1980 unter Naturschutz gestellt. Das rund 67,8 ha große Naturschutzgebiet erstreckt sich südlich von Trebenow, einem Ortsteil der Gemeinde Uckerland, und nördlich von Bandelow, einem bewohnten Gemeindeteil im Ortsteil Trebenow, entlang des Köhntops. Am östlichen Rand des Gebietes verläuft die Landesstraße L 258 und nördlich die L 257. 